# 73686 Nussdorf
73686 Nussdorf este o planetă minoră (asteroid) din centura de asteroizi. A fost descoperită pe 10 octombrie 1990 la Thüringer Landessternwarte Tautenburg⁠(d) de Freimut Börngen. 
Obiectul prezintă o orbită caracterizată de o semiaxă mare de 2,5718165996266 UAi, o excentricitate de 0,22, o înclinație de 3,5 ° în raport cu ecliptica.